# Staff
Staff är ett efternamn, som den 31 december 2019 bars av 86 personer folkbokförda i Sverige.

## Personer med efternamnet Staff
- Hanne Staff (född 1972), norsk orienterare
- Jamie Staff (född 1973), brittisk tävlingscyklist
- Leopold Staff (1878–1957), polsk skald